# 上田大河
上田 大河（うえだ たいが、2001年11月15日 - ）は、三重県尾鷲市出身のプロ野球選手（投手）。右投右打。埼玉西武ライオンズ所属。

## 経歴

### プロ入り前

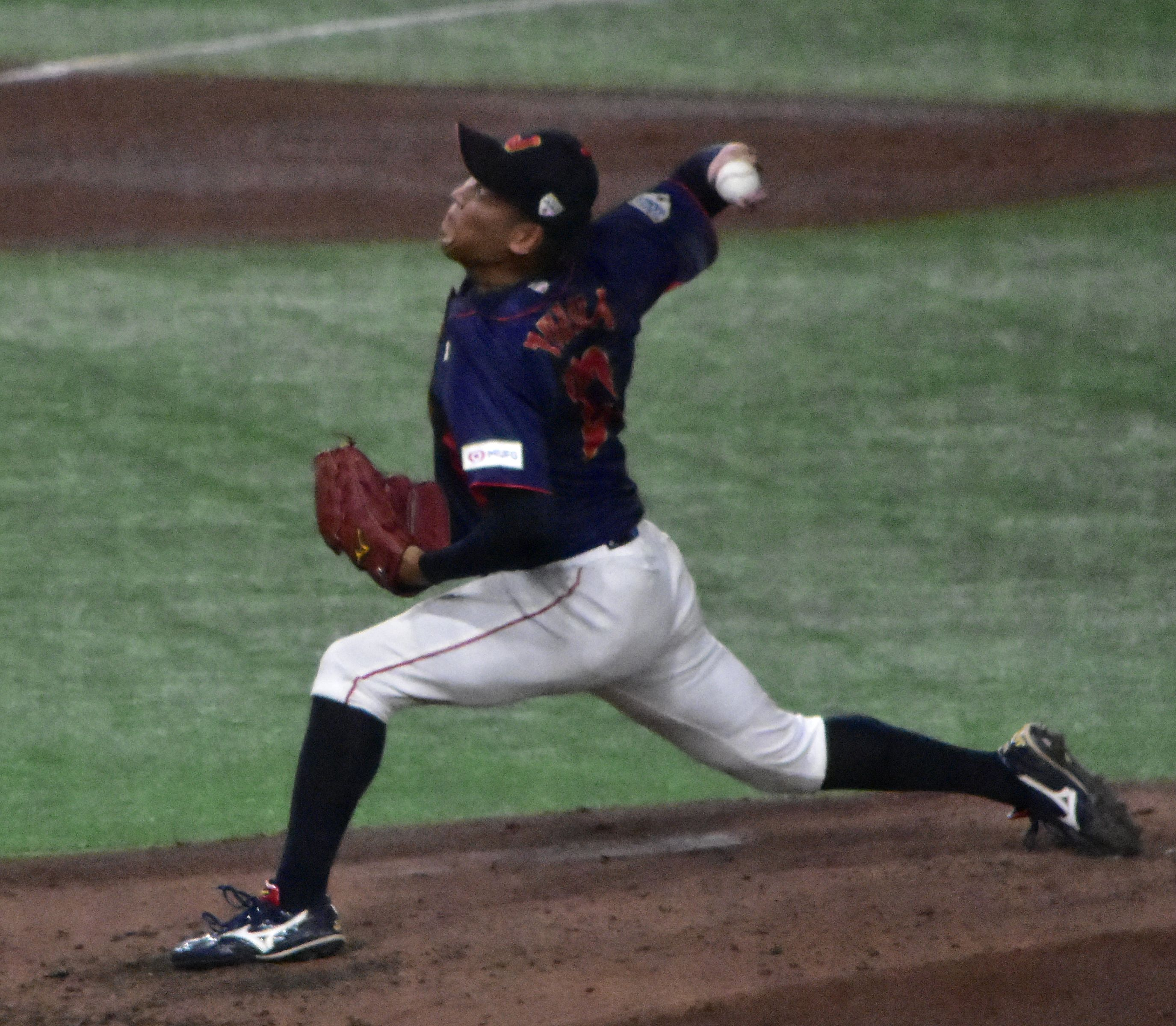
対U-18野球日本代表戦で
（2023年8月28日 東京ドーム）

三重県尾鷲市で生まれ、尾鷲市立宮之上小学校1年生のときに『尾鷲野球少年団』で野球を始めた。
小学校時代のチームメイトには2学年上に湯浅京己、1学年上に石伊雄太が居た。中学1年夏に大阪府へ引っ越し、大阪市立東生野中学校では硬式野球の『ナガセボーイズ』でプレーした。
大阪商業大学高校では1年春からベンチ入りし、2年秋から背番号1。3年春は大阪大会で優勝したが、3年夏は大阪大会3回戦で大商大堺に敗れた。
大阪商業大学に進学すると、1年秋からリーグ戦に登板し、2年春は4勝を挙げて平古場賞（新人賞）を獲得。3年夏にはハーレムベースボールウィークの日本代表に選出され、守護神として活躍した。3年春、オリックス二軍との練習試合で継投による完全試合を達成する。3年秋、4年春と2季連続で最優秀防御率に輝き、4年夏の日米大学野球選手権大会では日本の優勝に貢献。9月16日の大阪学院大とのリーグ戦では、リーグ史上12人目となるノーヒットノーランを達成した。同期に髙太一がいる。
2023年10月26日に開催されたドラフト会議にて、埼玉西武ライオンズから2位指名を受けた。指名後に出場した明治神宮大会では、日本文理大学との初戦に先発するも4回4失点で降板し、チームも敗れた。11月21日に契約金7000万円・年俸1250万円（いずれも金額は推定）で仮契約を結んだ。背番号は11。担当スカウトは後藤光貴。

## 選手としての特徴
持ち球は最速154km/hのストレート、スライダー、カットボール、カーブ、フォーク、チェンジアップ。緊迫した場面で闘志を前面に出しながらも、相手打者を見ながら冷静に投球できるマウンドさばきが持ち味である。

## 詳細情報

### 年度別投手成績
| 年 度     | 球 団     | 登 板 | 先 発 | 完 投 | 完 封 | 無 四 球 | 勝 利 | 敗 戦 | セ 丨 ブ | ホ 丨 ル ド | 勝 率 | 打 者 | 投 球 回 | 被 安 打 | 被 本 塁 打 | 与 四 球 | 敬 遠 | 与 死 球 | 奪 三 振 | 暴 投 | ボ 丨 ク | 失 点 | 自 責 点 | 防 御 率 | W H I P |
| --------- | --------- | ----- | ----- | ----- | ----- | -------- | ----- | ----- | -------- | ----------- | ----- | ----- | -------- | -------- | ----------- | -------- | ----- | -------- | -------- | ----- | -------- | ----- | -------- | -------- | ------- |
| 2024      | 西武      | 17    | 1     | 0     | 0     | 0        | 0     | 0     | 0        | 1           | .---  | 99    | 23.1     | 17       | 2           | 13       | 0     | 0        | 11       | 1     | 0        | 7     | 7        | 2.70     | 1.29    |
| 通算：1年 | 通算：1年 | 17    | 1     | 0     | 0     | 0        | 0     | 0     | 0        | 1           | .---  | 99    | 23.1     | 17       | 2           | 13       | 0     | 0        | 11       | 1     | 0        | 7     | 7        | 2.70     | 1.29    |

- 2024年度シーズン終了時

### 年度別守備成績
| 年 度 | 球 団 | 投手  | 投手  | 投手  | 投手  | 投手  | 投手     |
| 年 度 | 球 団 | 試 合 | 刺 殺 | 補 殺 | 失 策 | 併 殺 | 守 備 率 |
| ----- | ----- | ----- | ----- | ----- | ----- | ----- | -------- |
| 2024  | 西武  | 17    | 1     | 2     | 0     | 0     | 1.000    |
| 通算  | 通算  | 17    | 1     | 2     | 0     | 0     | 1.000    |

- 2024年度シーズン終了時

### 記録
初記録
- 初登板：2024年6月5日、対東京ヤクルトスワローズ2回戦（明治神宮野球場）、8回裏に4番手で救援登板・完了、1回2失点
- 初奪三振：同上、8回裏にホセ・オスナから見逃し三振
- 初ホールド：2024年8月22日、対オリックス・バファローズ21回戦（ベルーナドーム）、10回表に5番手で救援登板、2回無失点
- 初先発登板：2024年9月28日、対千葉ロッテマリーンズ24回戦（ベルーナドーム）、4回無失点で勝敗つかず[16]

### 背番号
- 11（2024年[13] - ）

### 表彰・タイトル
- 関西六大学野球リーグ：平古場賞（2021年春季）